# Arxiu Històric Provincial de Castelló
L'Arxiu Històric Provincial de Castelló és, com el seu nom indica, un arxiu que té l'origen en l'any 1968, quan sorgeix el desig de custodiar els Protocols Notarials del segle xviii, que en aquelles dates encara estava en poder del Col·legi Oficial de Notaris de Castelló, a la comarca de la Plana Alta.
Està catalogat, per declaració singular, amb la categoria d'"arxiu", com Bé d'Interès Cultural, presentant nombre d'anotació ministerial: RI-AR-0000024, i data d'anotació 10 de novembre de 1997.

## Descripció històrica
L'Arxiu històric provincial de Castelló consta de més de 10.000 lligalls i 4.300 manuscrits, en un fons que abasta documents, en la seva part antiga, entre els segles XII i segle xv.
A més, els fons de l'arxiu s'han vist constantment incrementats, a causa de les aportacions documentals de diferents serveis de l'Administració Central, de l'Administració de Justícia i fins de l'Administració Autònoma, el dipòsit documental no ha comptat mai amb un edifici propi, sinó que ha compartit instal·lacions amb la Biblioteca Pública de Castelló. Dins d'aquestes instal·lacions compartides, destaca l'existència d'una sala destinada per a ús dels investigadors, en la qual es troba la Biblioteca Auxiliar de l'Arxiu, situada a la planta baixa de l'edifici de la Biblioteca Pública, situada al carrer Rafalafena, 29; mentre que els fons documentals de l'arxiu estan situats en soterrani de l'edifici esmentat.
Per poder accedir a la documentació, cal seguir la normativa vigent, segons el que indica l'article 105b de la Constitució Espanyola de 1978 i les lleis 16/1985, de 25 de juny, del Patrimoni Històric Espanyol i 3/ 2005, de 15 de juny, de la Generalitat, d'Arxius. Per això, els fons poden ser consultats simplement amb presentació prèvia del DNI, segons Reial Decret 1266/2006, de 8 de novembre, pel qual es deroga el Reial Decret 1969/1999, de 23 de desembre, que regulava l'expedició de la targeta nacional d'investigador per a la consulta als arxius de titularitat estatal i en els adherits al sistema arxivístic espanyol, pel que fa als arxius de titularitat estatal dependents del Ministeri de Cultura. També es poden obtenir còpies de documents, a excepció dels Protocols Notarials.
Quant a la seva biblioteca auxiliar, és de lliure accés i s'hi poden trobar prop de 1800 títols, fullets i publicacions periòdiques; aquesta Biblioteca Auxiliar està inclosa en el Catàleg Col·lectiu de la Xarxa de Lectura Pública Valenciana, el qual es pot consultar a través d'internet a: http://xlpv.cult.gva.es Arxivat 2018-08-01 a Wayback Machine..
L’Arxiu Històric Provincial de Castelló passarà a tindre instal·lacions pròpies i es traslladarà en breu a un dels edificis de l’antic Col·legi Universitari de Castelló, a la partida del Bovalar. La reforma integral està pensada per acollir tots els espais propis d’un arxiu d'aquestes característiques, com són sales de consulta, sales d’exposicions i d’activitats, tallers de restauració i reproducció i, especialment, una ampliació dels depòsits per a rebre documentació que ha quedat pendent a causa de la saturació d’espai disponible fins ara.